# Boukhadra
Boukhadra là một đô thị thuộc tỉnh Tébessa, Algérie. Dân số thời điểm năm 2002 là 9.963 người.